# Erlandia
Erlandia is een kevergeslacht uit de familie van de boktorren (Cerambycidae). De wetenschappelijke naam van het geslacht werd voor het eerst geldig gepubliceerd in 1904 door Aurivillius.

## Soorten
Erlandia omvat de volgende soorten:
- Erlandia inopinata Aurivillius, 1904
- Erlandia mexicana Noguera & Chemsak, 2001